# 1-Brompropen
1-Brompropen ist eine chemische Verbindung aus der Gruppe der Halogenalkene.

## Gewinnung und Darstellung
1-Brompropen kann durch Dehydrohalogenierung von 1,2-Dibrompropan gewonnen werden.

## Eigenschaften
1-Brompropen ist eine farblose Flüssigkeit, die praktisch unlöslich in Wasser ist.

## Verwendung
1-Brompropen kann zur Synthese anderer chemischer Verbindungen verwendet werden.